# (72664) 2001 FH49
(72664) 2001 FH49 – planetoida z pasa głównego asteroid okrążająca Słońce w ciągu 5,46 lat w średniej odległości 3,1 j.a. Odkryta 18 marca 2001 roku.